# Caladenia pectinata
Caladenia pectinata är en orkidéart som beskrevs av Richard Sanders Rogers. Caladenia pectinata ingår i släktet Caladenia och familjen orkidéer. Inga underarter finns listade i Catalogue of Life.